# Sârbi
Sârbi (maďarsky Alsótótfalu) je rumunská obec v župě Bihor. Žije zde přibližně 2 300 obyvatel. Obec se skládá ze sedmi částí.

## Části obce
- Sârbi – 1 000 obyvatel
- Almașu Mic – 95 obyvatel
- Burzuc – 779 obyvatel
- Chioag – 124 obyvatel
- Fegernic – 274 obyvatel
- Fegernicu Nou – 25 obyvatel
- Sarcău – 48 obyvatel